# Nicole Barnhart
Nicole Renee Barnhart (Pottstown, 10 de outubro de 1981) é uma futebolista estadunidense que atua como goleira.
Barnhart cresceu em Gilbertsville, na Pensilvânia, e jogou futebol na faculdade da Universidade de Stanford. Ela é atualmente uma treinadora assistente (voluntária) em Stanford.
Foi uma das ganhadoras da medalha de ouro olímpica em 2008 pelos Estados Unidos, embora não tenha atuado em um único jogo. Hope Solo foi a goleira titular em todos os cinco jogos da equipe.